# Istanbul

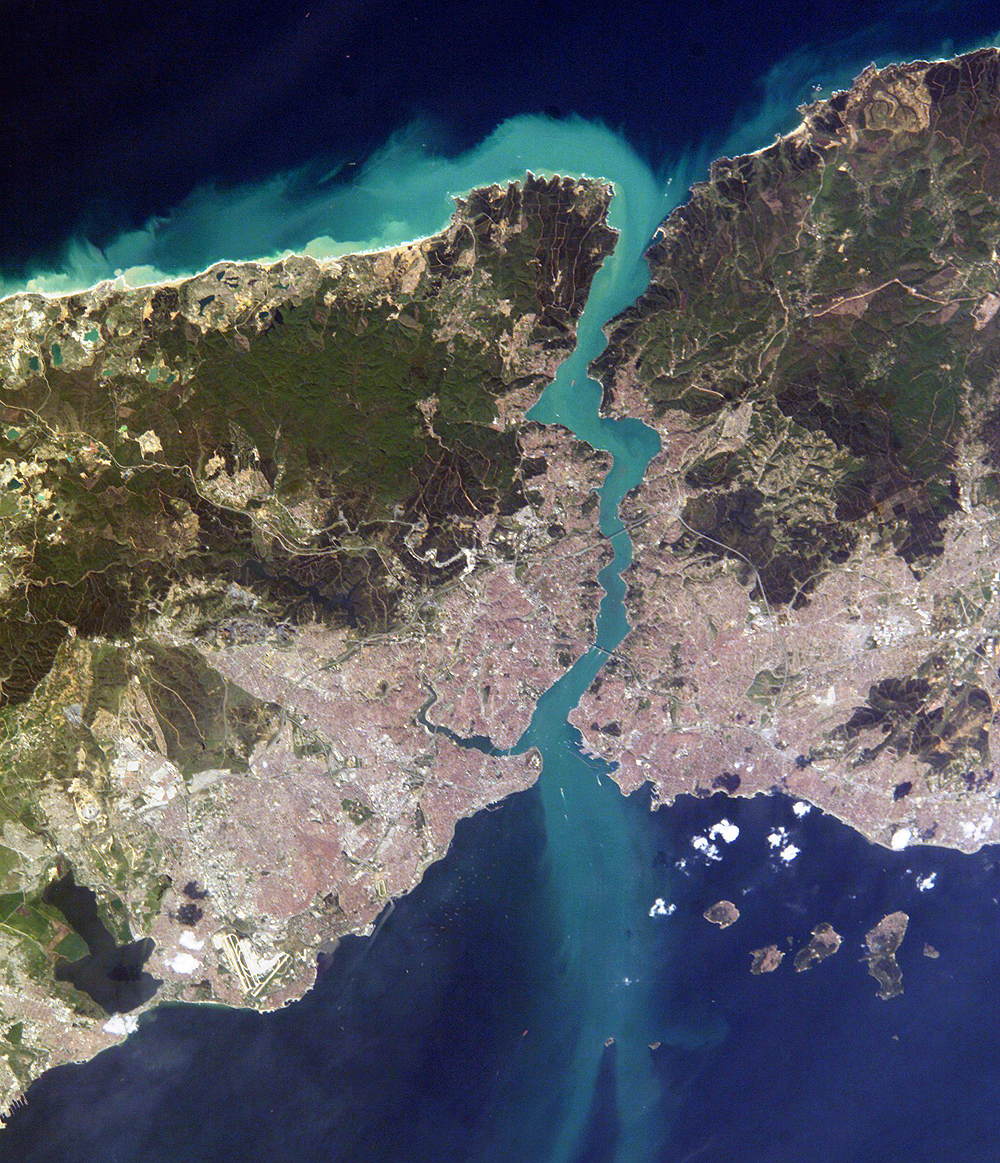
Satelitní snímek Bosporské úžiny a města Istanbulu

Istanbul, dříve Konstantinopol (turecky İstanbul z řec. εἰς τῆν πόλιν eis tén polin – v 15. století vyslovováno is tin polin – „do Města“, do 20. let 20. století též Ḳosṭanṭīnīye, česky též Cařihrad) je turecké město na obou březích Bosporského průlivu. Žije zde přibližně 15,7 milionu obyvatel a je tak největším a nejlidnatějším evropským a tureckým městem.
Již v dobách Byzantské říše byla tehdejší Konstantinopol, její hlavní město, důležitou obchodní křižovatkou a bránou Orientu. Ve slovanském prostředí se od 9. století užívalo pro Konstantinopol také pojmenování Cařihrad (v různých přepisech podle jazyka).

## Charakter města
Istanbul je proslulý především jako město, které se rozkládá na dvou kontinentech. Do historie se zapsal pod různými jmény: Byzantion, Konstantinopol nebo Cařihrad.
Oba kontinenty spojuje a zároveň rozděluje průliv Bospor. V evropské části se nachází většina významných památek z dob byzantské říše a také historické centrum města, původem ještě z dob římské říše. Bospor je strategický průliv, dopravně velmi využívaný. Její název znamená „Ten s úzkým hrdlem“. Hloubka tohoto průlivu činí 118 metrů, dlouhý je 31,5 kilometrů. Tato mořská cesta spojuje Černé moře s Marmarským. Podle řecké mytologie přepluli Bospor jako první Argonauti hledající zlaté rouno.
Přibližně 20 kilometrů jižně od Istanbulu se nachází Severoanatolský zlom, litosférické rozhraní s častým výskytem různě silných a ničivých zemětřesení.

## Historie
Bohatá historie města sahá až do časů antiky; město vzniklo jako malá osada Byzantion. Roku 330 císař Konstantin I. Veliký povýšil Byzantion na hlavní město východní části Římské říše. Nejdříve bylo pojmenováno Nova Roma (Nový Řím), to si ale Konstantin brzy rozmyslel a přejmenoval ho po sobě, jako Konstantinopol neboli Konstantinopolis. Město se stalo centrem řecké kultury a později i pravoslavné církve. Vzniklo spoustu významných církevních staveb, z nichž nejznámější je Hagia Sofia, ve své době největší stavba svého druhu na světě. Později v roce 1204 byla Konstantinopol vypleněna vojsky čtvrté křížové výpravy.
Istanbul byl za časů byzantské říše jako Konstantinopolis hlavním centrem všeho obchodu a kultury, zůstal jím i po dobytí Osmany. Ti sem přesunuli své hlavní město, ležící dříve v současném Edirne a začali rozšiřovat do té doby velmi cizí islám. Mezi obyčejnými Turky se rozšířil dnešní název města – Istanbul. Do roku 1930 se však město oficiálně nazývalo Kostantiniyye a zahraniční státy stále město nazývaly jako Konstantinopol. Teprve až v roce 1930 bylo město oficiálně přejmenováno na Istanbul a bylo rozhodnuto, že dopisy adresované do Konstantinopole budou skartovány. Vznikly nové mešity (Modrá mešita, Tulipánová mešita, Sulejmanova mešita, na mešitu byla přebudována i katedrála Hagia Sofia). Velký počet velmi bohatě zdobených chrámů z Osmanské doby je pozůstatkem pravidla, podle něhož každý panovník postavil na svoji počest vlastní mešitu. Usazovali se zde obchodníci z podrobených území, kupříkladu z Řecka, Srbska, Bulharska či Arménie; Istanbul tak získával kosmopolitní ráz. Ke konci 19. století byl už moderním milionovým městem s podzemní i tramvajovou dráhou, železniční spojení do Evropy bylo samozřejmostí.
Jak postupně Osmanská říše slábla, hrozilo stále více, že bude Istanbul obsazen cizími vojsky. Výslovně mělo o získání metropole někdejší Byzance zájem Rusko, které to považovalo za ideologický i mocenský cíl; ziskem tohoto města by se nejen naplnily cíle řady panslavistů, ale ze strategického hlediska by Rusko mohlo kontrolovat jedinou spojnici mezi Černým a Středozemním mořem. Západní mocnosti během dělení evropské části Osmanské říše Istanbul Rusku sice několikrát přislíbily[zdroj?], nakonec se však tento zábor nerealizoval. Nejblíž k němu ale mělo ruské imperiální vojsko během války v letech 1877–1878.
Změnou pro celé město se stalo vypuknutí první světové války, v níž se Osmanská říše, již jako velmi slabá, přidala na stranu Německa a Rakouska-Uherska. Válku však země prohrála, Istanbul byl obsazen vítěznými mocnostmi (Anglie a Francie) a říše se rozvrátila. Za pět let byla pod vedením Kemala Atatürka ustanovena republika, z taktických důvodů však došlo k přesunutí sídla státu do Ankary. Ta leží ve vnitrozemí a v případě další války by nebyla tak snadno napadnutelná. Istanbul se stal poprvé ve své historii pouhým městem.
Ve městě žilo ještě v 50. letech 20. století velké množství Řeků, kteří tu tvořili komunitu žijící zde již od doby pádu Byzantské říše. Podle sčítání lidu z roku 1910 bylo z celkového počtu 850 000 obyvatel Istanbulu 260 000 Řeků. V roce 1923 po řecko-turecké válce zůstalo v Istanbulu ještě 130 000 Řeků. Po nepokojích v září roku 1955 však byli nuceni odejít; stali se totiž terčem násilných a nenávistných útoků tureckých ultranacionalistů. Tehdejší turecký premiér Adnan Menderes, který za těmito útoky stál, poté zahájil velkou modernizaci celé země, která se samozřejmě dotkla i jejího největšího města a která měla za cíl také odvést pozornost od zvěrstev běsnící turecké lůzy. Postavily se nové silnice a dálnice, objevily se továrny, vzrostla ekonomika. S tím také rostla životní úroveň, a to přimělo i další Turky, aby se nastěhovali do Istanbulu. Z milionového města se stalo během třiceti let pětimilionové a do roku 2000 již předstihlo ve své velikosti Paříž. Mnoho malých vesnic v okolí velkoměsta se změnilo na čtvrtě s městskými domy a průmyslem, mnohdy však byla úroveň zástavby velmi nízká. Bospor byl přemostěn dvěma zavěšenými mosty, vznikla dálnice do hlavního města Ankary, vyrostly mrakodrapy.
Jako velice významná kulturní a obchodní křižovatka Istanbul vždy přitahoval lidi všech profesí, národností a náboženských vyznání. Proto lze říci, že je dnes Istanbul kosmopolitní město, kde vedle sebe nyní již v přátelství a míru žijí muslimové, židé a křesťané.[zdroj⁠?!]

## Správa města
Od roku 1855 je Istanbul spravován městskou vládou, v jejímž čele stojí vrchní starostové (turecky Şehremini). Prvním starostou byl Pepe Salih Paşa, který úřadoval od 13. července 1855 do 4. listopadu 1855. Včetně něj se na radnici vystřídalo od té doby 82 osob, všichni byli muži. Nejprominentnějším starostou byl současný turecký prezident Recep Tayyip Erdoğan, který v Istanbulu vládl od 27. března 1994	do 6. listopadu 1998.
V roce 2019 byly dvakrát uspořádány volby starosty Istanbulu. Poprvé to bylo dne 17. dubna 2019 a ve volbách zvítězil kandidát Republikánské lidové strany (CHP) Ekrem İmamoğlu. CHP je v opozici proti AKP, straně prezidenta Erdoğana, která v hlavním městě Ankaře ovládá celotureckou politiku. Proti poměrně těsnému výsledku těchto voleb podala AKP stížnost a dosáhla toho, že dne 23. června 2019 musely být volby opakovány. V nich však s 55 % a s rozdílem téměř 800 000 hlasů İmamoğlu opět zvítězil a stal se definitivně novým vrchním starostou Istanbulu.
İmamoğluovým protikandidátem byl Binali Yıldırım, který získal 45 % hlasů. Yıldırım kandidoval za People's Alliance, volební koalici vytvořenou v únoru 2018 pro turecké komunální volby mezi AKP a Stranou národního hnutí (MHP).

## Členění Istanbulu
Istanbul je jedním ze dvou měst Turecka (druhým je město İzmit), která mají hranice shodné s hranicemi své provincie.
Istanbul je tvořen z celkem 39 samosprávných správních obvodů nacházejících se na evropské a asijské straně.

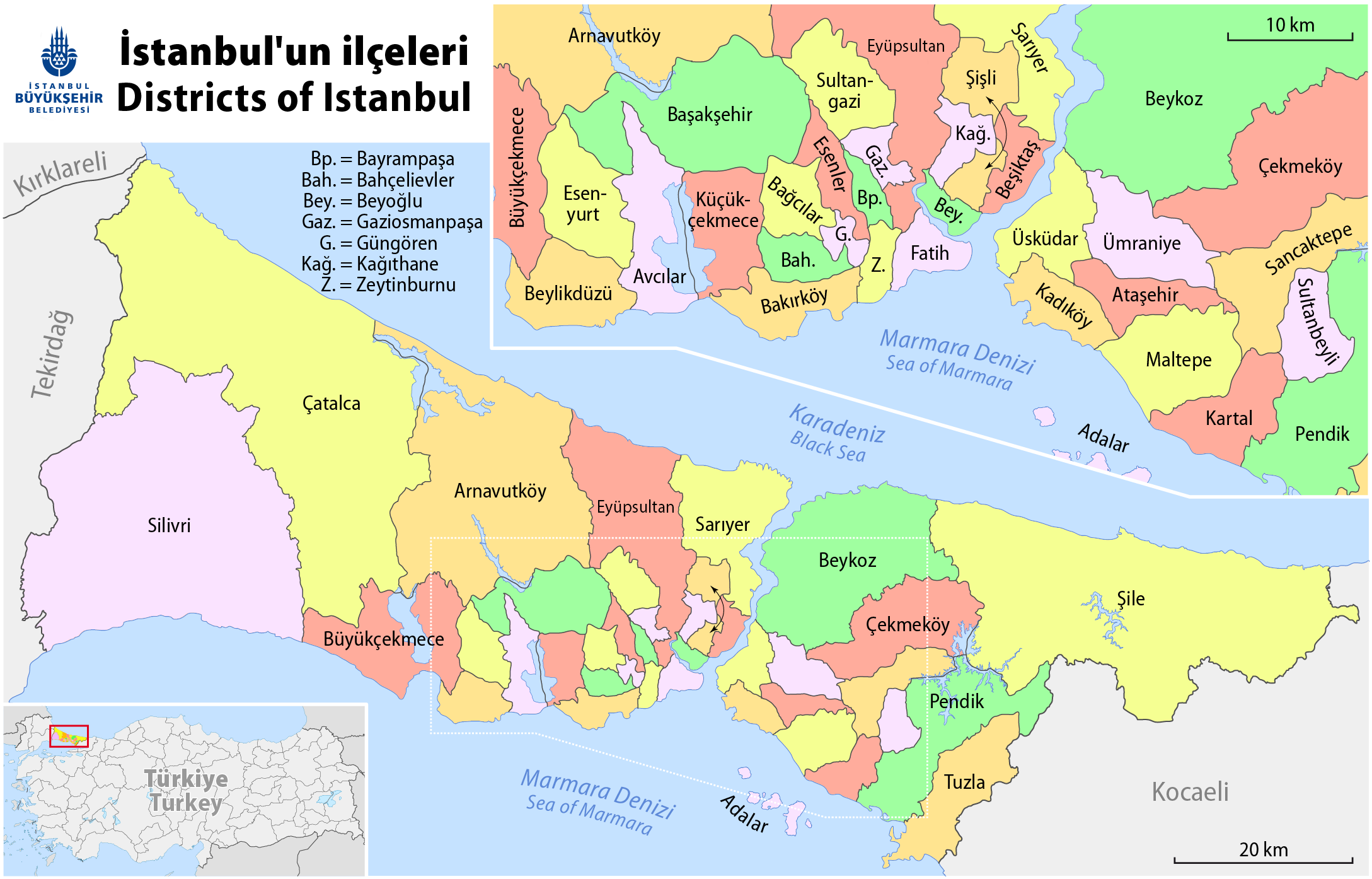
Mapa čtvrtí Istanbulu

| Evropské městské čtvrtě Istanbulu - Arnavutköy - Avcılar - Bağcılar - Bahçelievler - Bakırköy - Başakşehir - Bayrampaşa - Beşiktaş - Beylikdüzü - Beyoğlu - Büyükçekmece - Çatalca - Esenler - Esenyurt - Eyüp - Fatih – původní Konstantinopol - Gaziosmanpaşa - Güngören - Kâğithane - Küçükçekmece - Sarıyer - Silivri - Sultangazi - Şişli - Zeytinburnu | Asijské městské čtvrti Istanbulu - Adalar – Princovy ostrovy - Ataşehir - Beykoz - Çekmeköy - Kadıköy - Kartal - Maltepe - Pendik - Sancaktepe - Sultanbeyli - Şile - Tuzla - Ümraniye - Üsküdar |

## Památky

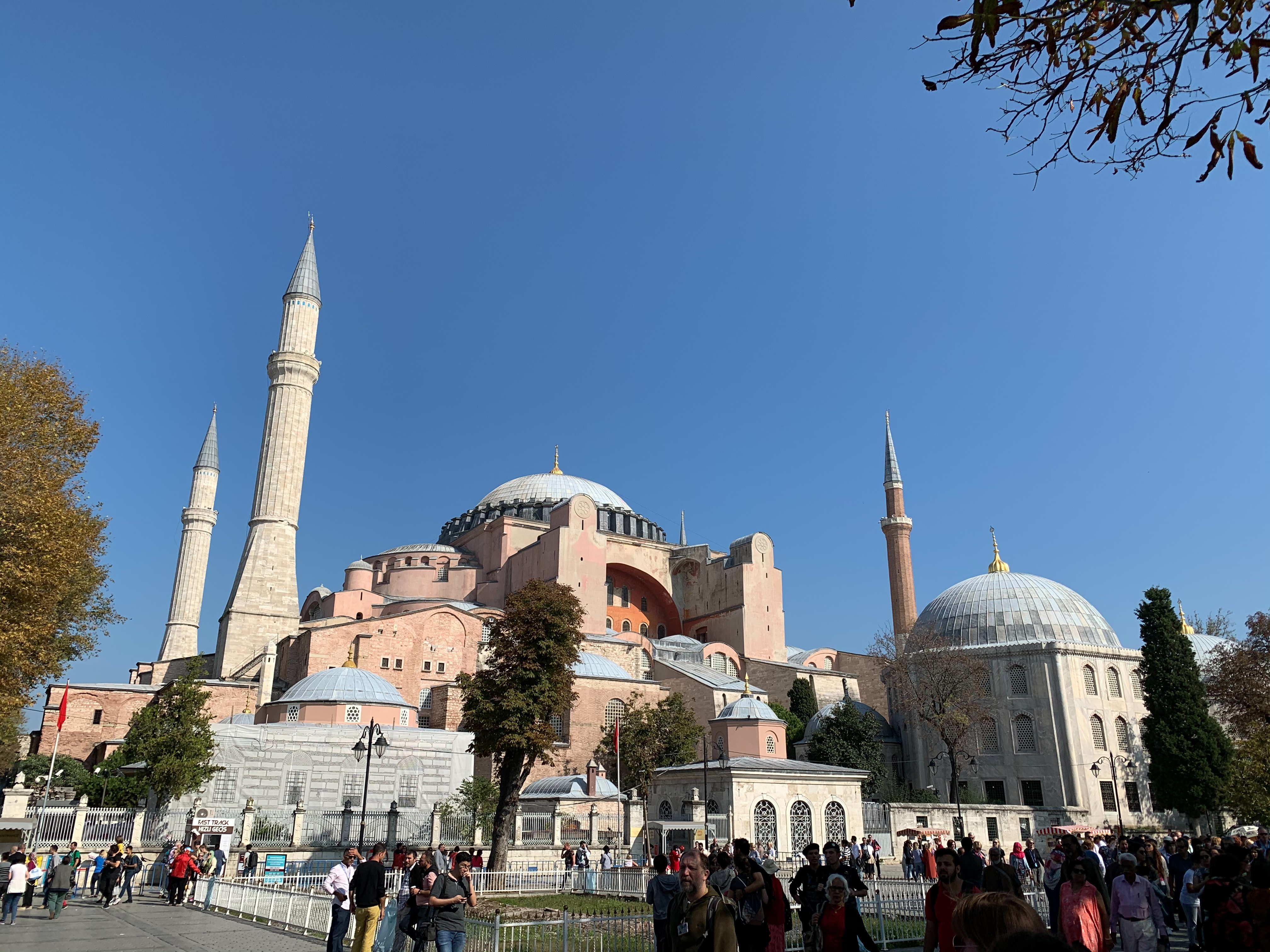
Hagia Sofia

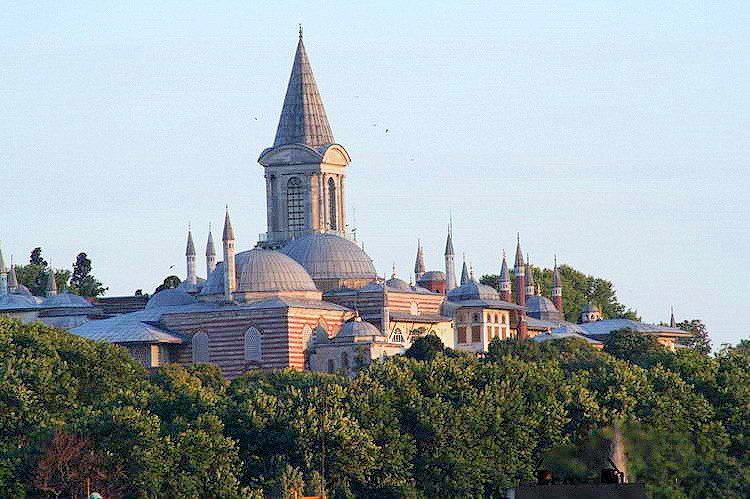
Palác Topkapi

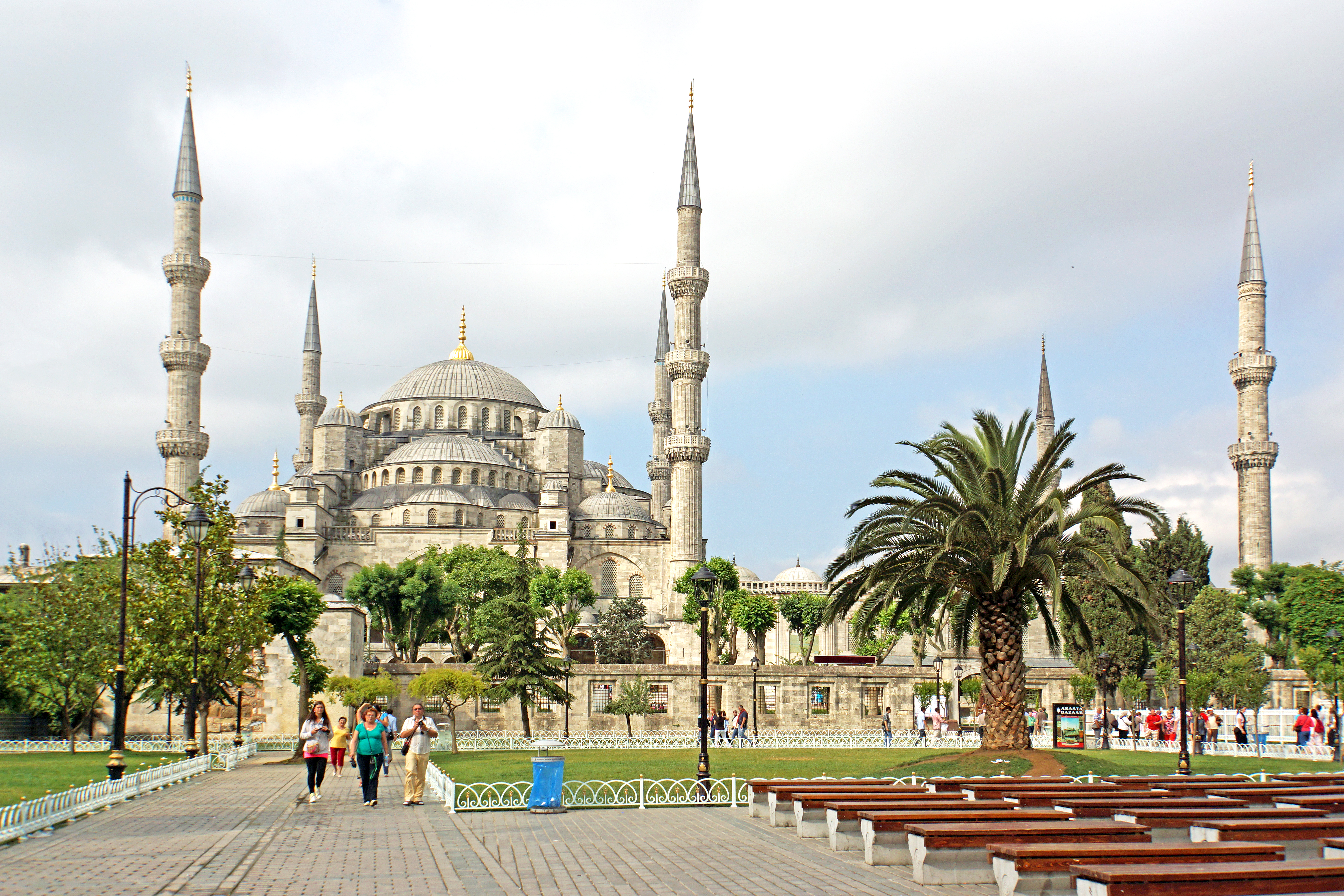
Mešita sultána Ahmeda

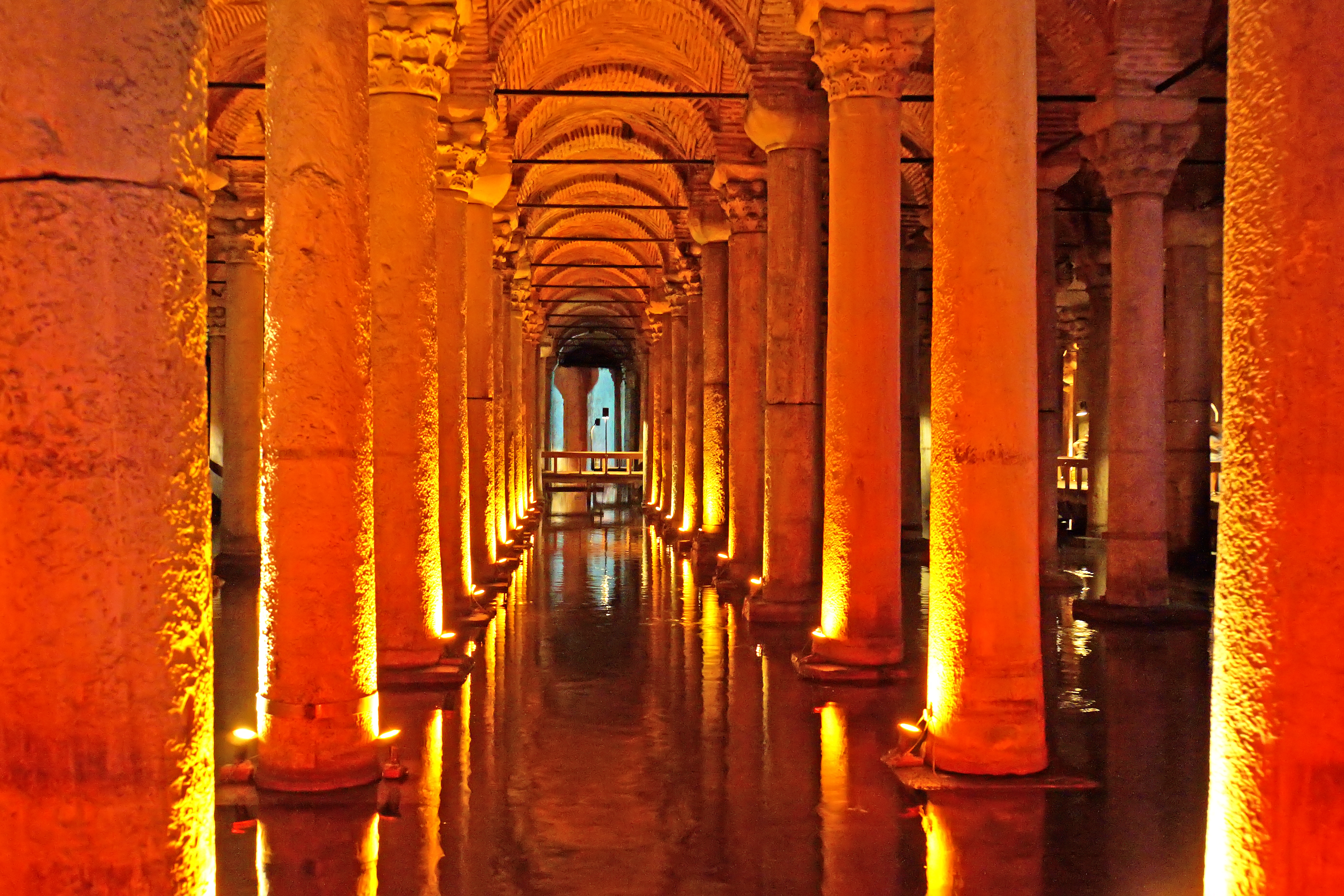
Bazilika Cisterna

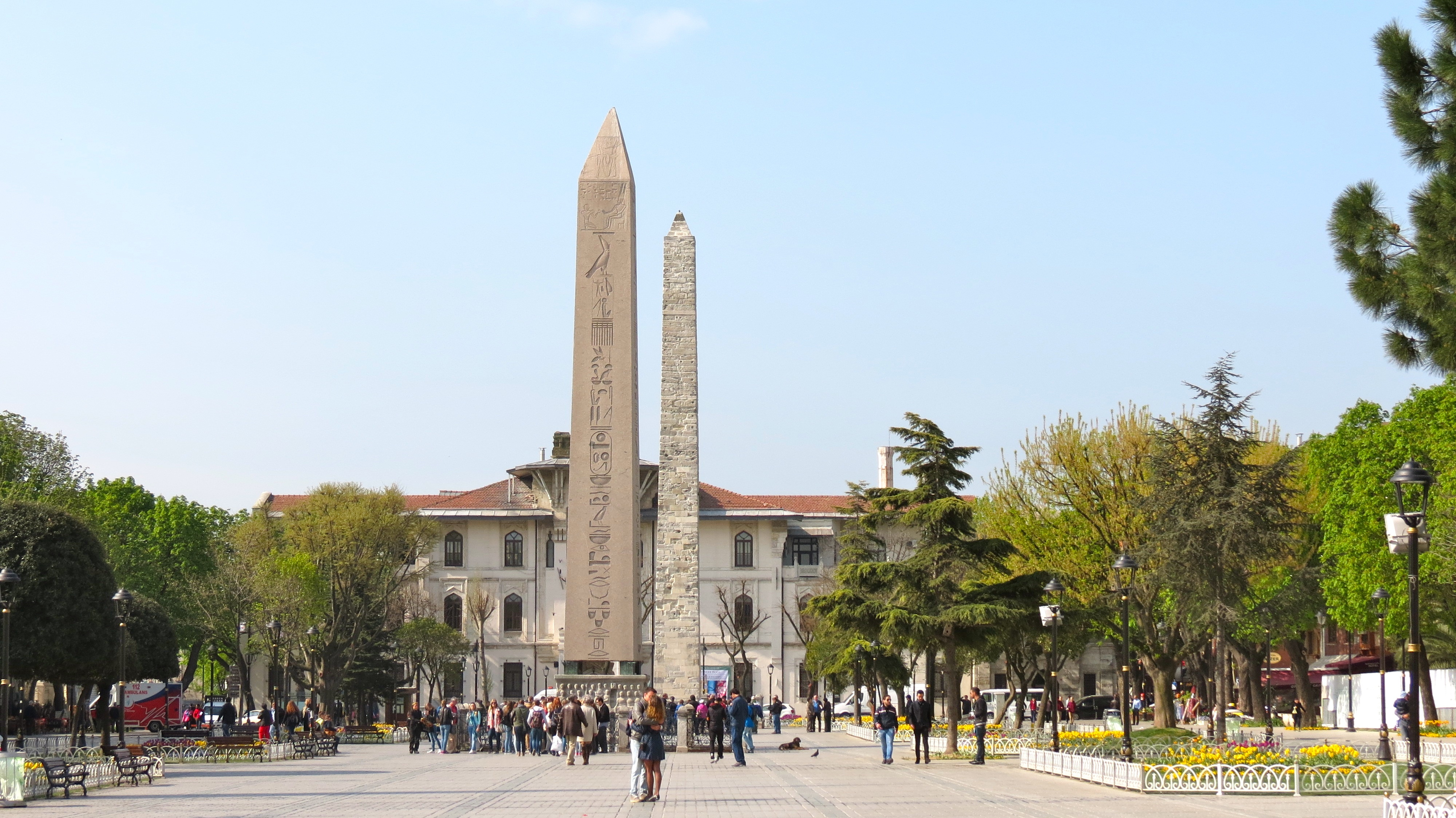
Hippodrom v Konstantinopoli

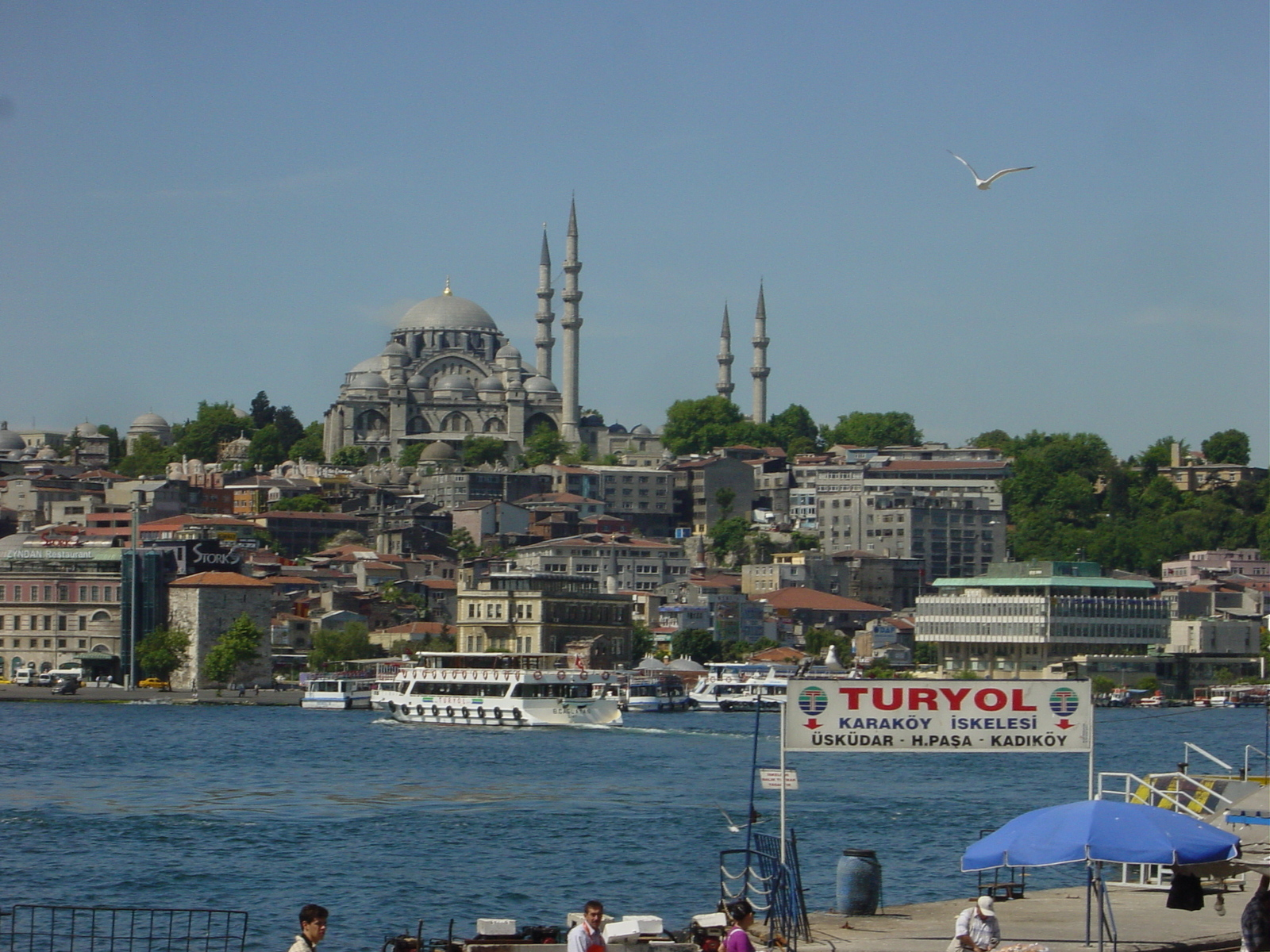
Sulejmanova mešita

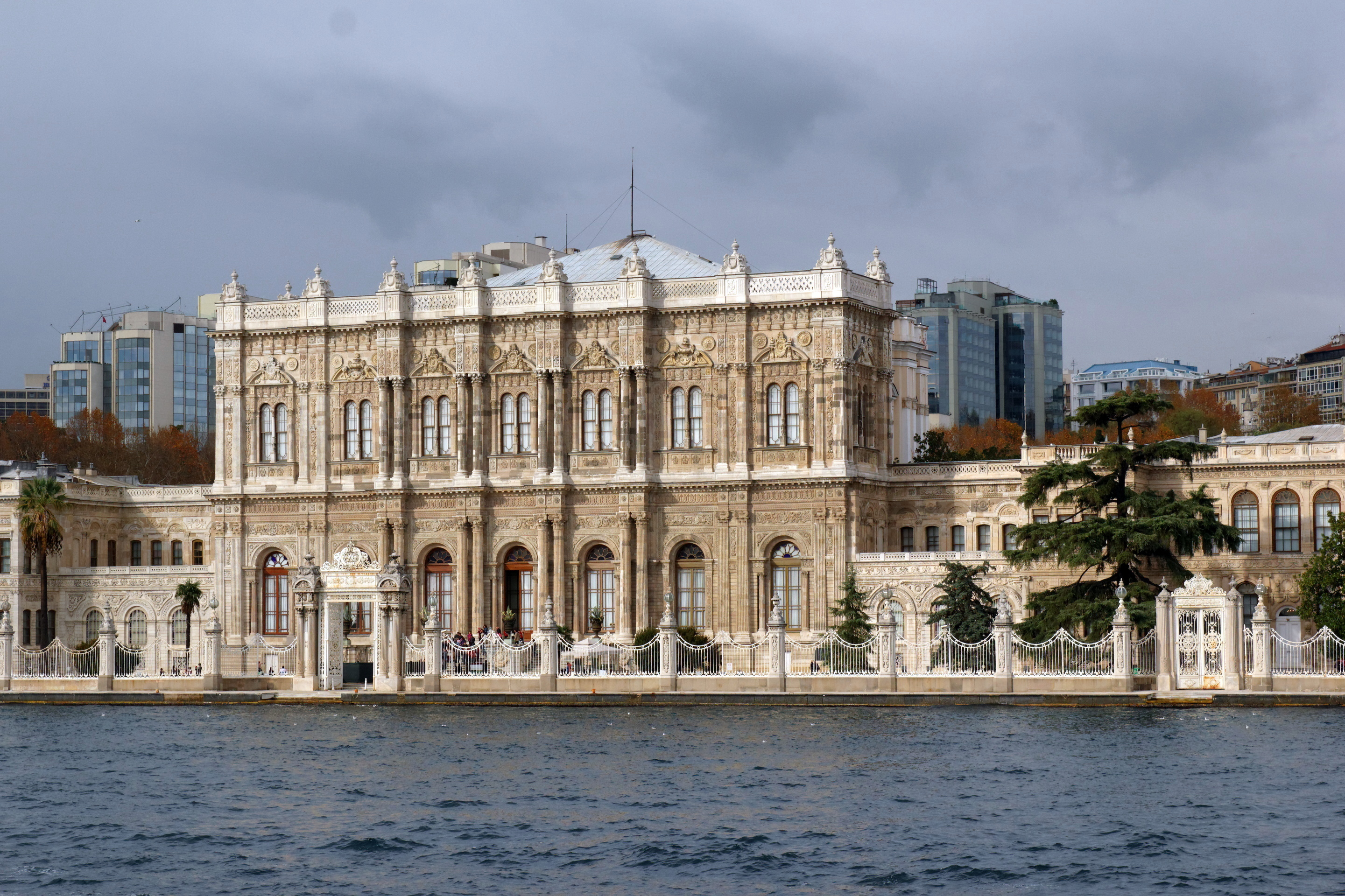
Palác Dolmabahçe

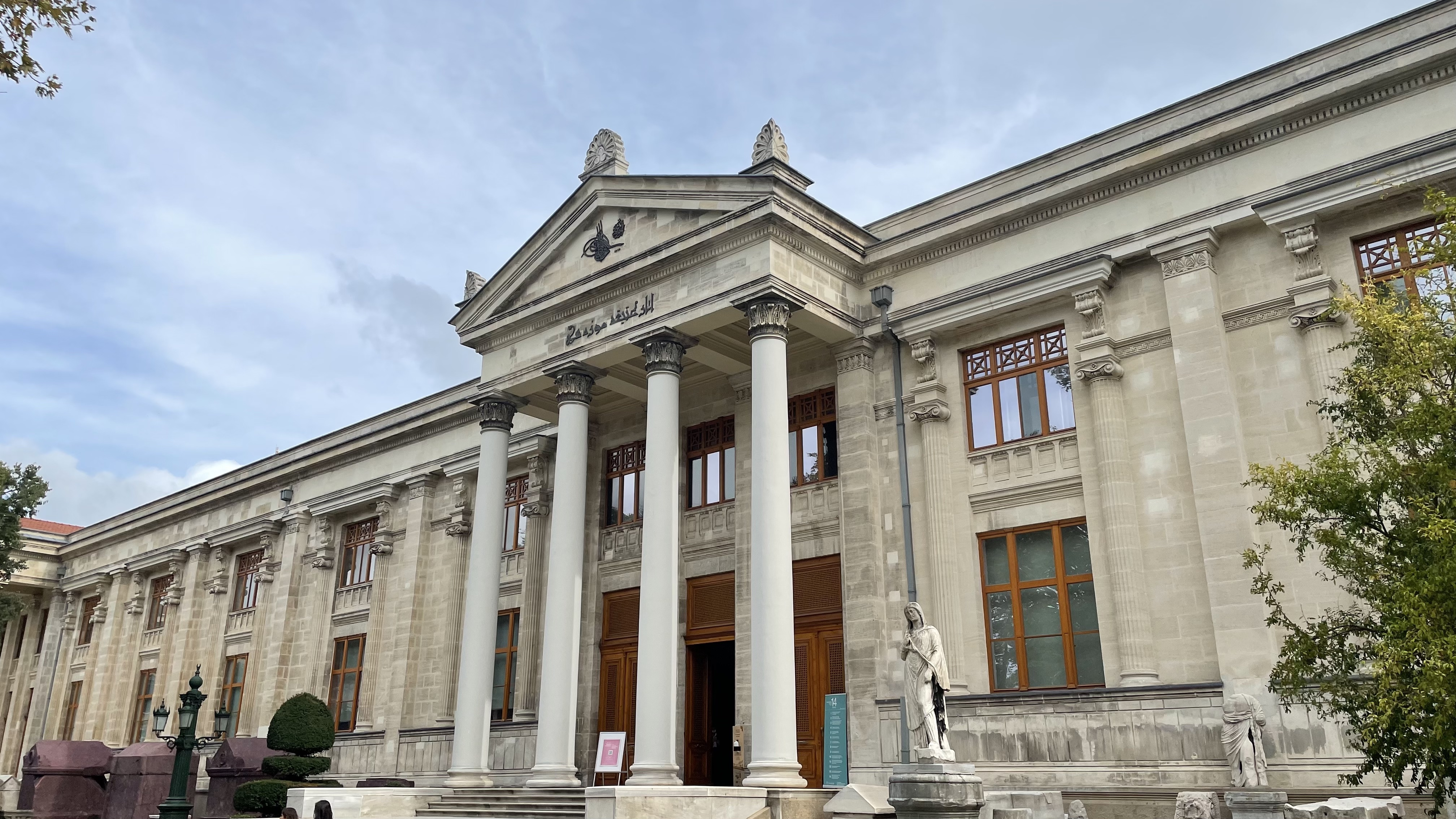
Archeologické muzeum Istanbul

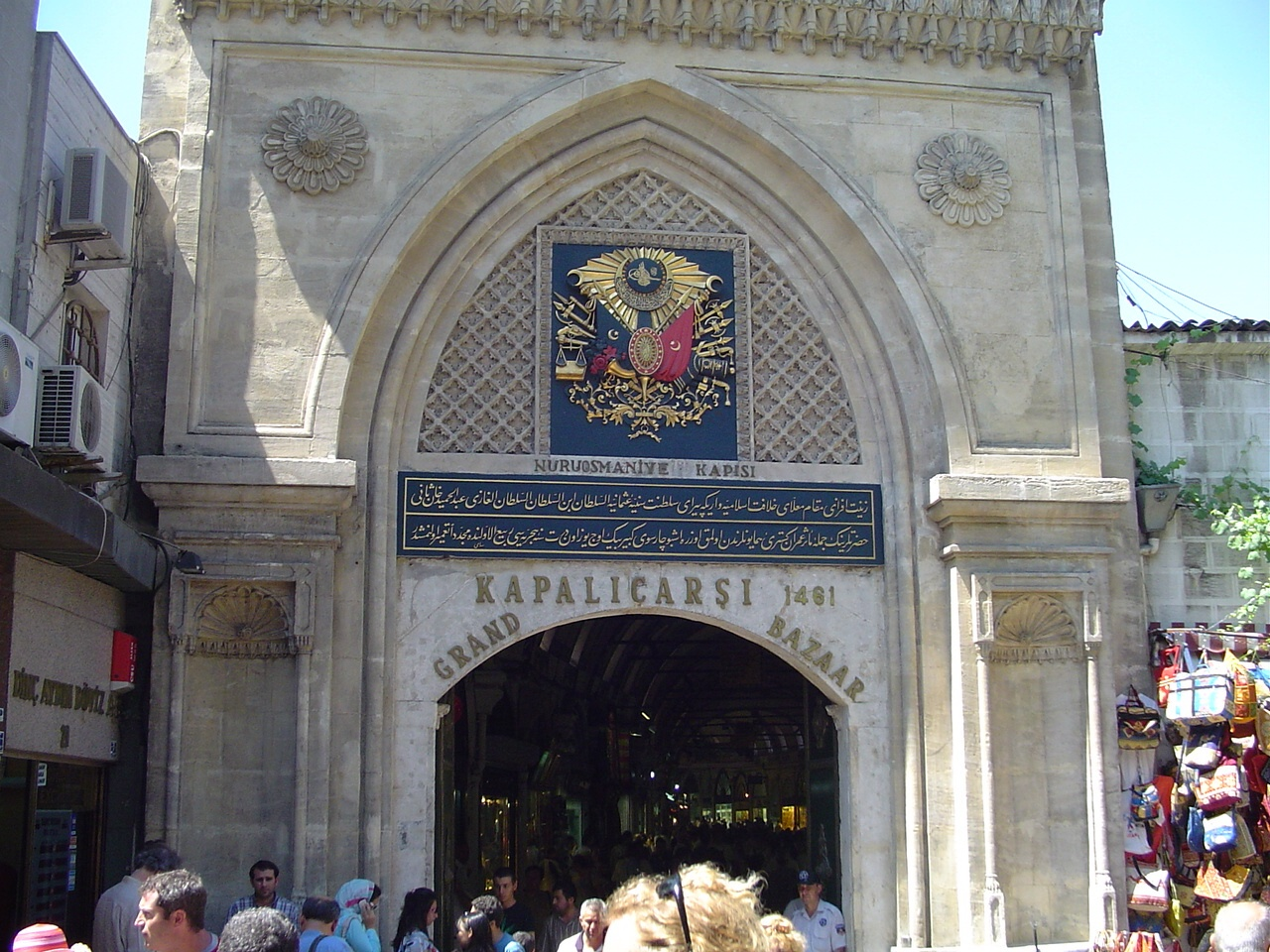
Velký bazar v Istanbulu

Každá epocha zanechala ve městě nesmazatelné památky, nejstarší z nich jsou až z doby východořímské říše.

### Hagia Sofia
Hagia Sofia neboli Chrám (Boží) Svaté Moudrosti je světoznámá stavba v zátoce Zlatý roh. Od roku 1935 do 2020 sloužila jako muzeum. Stavbu dal postavit letech 532–537 císař Justinián I., který jej 27. prosince 537 slavnostně otevřel a údajně zvolal: „Zvítězil jsem i nad tebou, Šalamoune.“ Katedrála je považována za nejhonosnější stavbu byzantské architektury. Stavělo ji na 10 000 mužů po dobu šesti let. Jde o jednu z největších náboženských budov na světě.
Původně byla křesťanskou patriarchální bazilikou. Po dobytí Konstantinopole Osmany (1453) byla upravena sultánem Mehmedem II, který ji dal při zachování interiéru přeměnit na mešitu a přistavěl k ní čtyři minarety, opěrné zdi, studny, kuchyni a náhrobní stavby. V jejím okolí je pohřbeno pět tureckých sultánů.
Roku 1934 nařídil Mustafa Kemal Atatürk, tehdejší prezident Turecké republiky, že Hagia Sofia bude sekularizována a přebudována na muzeum.
V červenci 2020 byla Hagia Sofia na základě dekretu prezidenta Recepa Tayyipa Erdoğana opětovně přeměněna v mešitu. Cestovatel a badatel Ondřej Havelka k této události uveřejnil reflexi v Náboženském infoservisu.

### Palác Topkapi
Palác Topkapi byl sultánovou rezidencí do roku 1839 a zároveň centrem vlády nad říší. V některých dobách zde žilo až 5 000 lidí a serail tak byl městem ve městě (viz také Klenotnice v paláci Topkapi). Palác byl od ostatních částí města oddělen vysokou pevninskou zdí. Jeho název pochází z děl střežících vstup do něj. Osmanský císařský harém v Paláci Topkapi byl se 400 pokoji rozmístěných v několika budovách největším harémem na světě.

### Mešita Sultána Ahmeda
Díky obložení stěn modrými dlaždicemi je Mešita sultána Ahmeda též známa jako Modrá mešita. Je nejznámějším symbolem Istanbulu hned po Hagii Sofii, jedná se o největší mešitu ve městě, která jako jediná má šest minaretů. U mešit platí pravidlo: běžná mešita má jeden minaret, lepší může mít dva minarety, ale šest minaretů smí mít pouze mešita v Mekce. Pověst proto praví, že sultán musel nakonec nechat postavit v Mekce sedmý minaret.

### Bazilika Cisterna
Bazilika Cisterna postavená v 6. století je největší z několika stovek starověkých cisteren pod Istanbulem. Dokáže pojmout 80 000 metrů krychlových vody. Nazývá se bazilika, protože se nacházela pod velkým veřejným náměstím a bazilikou Stoa. Velká palácová podzemní síň je nesená 336 sloupy ve 12 řadách.

### Hippodrom v Konstantinopoli
Hippodrom v Konstantinopoli (dnes Náměstí sultána Ahmeda) byl dříve římský cirkus, který byl sportovním a společenským centrem Konstantinopole. Na náměstí je Egyptský (Theodosiův) obelisk, pocházející z let 1479–1425 př. n. l., roku 357 n. l. byl přivezen na nynější místo Konstantinem II. 32 m vysoký Zděný sloup byl postavený tak, aby odrážel Theodosiův obelisk na druhé straně římského cirkusu, Circus Maximus v Římě měl také dva obelisky na obou stranách. Hadí sloup (Serpent Column) dovezený z Apollónova chrámu v Delfách dříve zdobily tři hlavy draků.

### Konstantinův sloup
Konstantinův sloup (Čemberlitaš), nejstarší stavební dílo postavené ve městě, pochází z roku 330 u příležitosti povýšení Byzantionu na hlavní město říše římské císařem Konstantinem I. Velikým.

### Sulejmanova mešita
Sulejmanova mešita, díky poloze na jednom z istanbulských kopců, je dobře viditelnou dominantou města. Byla postavena za vlády Sülejmana Nádherného, za jehož vlády se stala Osmanská říše světovou mocností. Čtyři minarety s celkem 10 balkóny mají symbolizovat, že Sulejman byl desátým osmanským sultánem a čtvrtým pádišáhem od dobytí města. Mešita je vrcholné dílo osmanské klasiky a tomu odpovídá i interiér, který osvětluje celkem 138 zdobených oken.
Mešita byla postavena za pouhých sedm let. Od roku 1557 shlíží její silueta na město až dodnes. Kromě koberců, arkád z lomených oblouků a žulových sloupů zaujmou i lustry s bronzovými svícny, mezi nimiž jsou vidět velká, černá, pštrosí vejce. Samotná mešita je součástí komplexu staveb, ke kterým patří medresa, karavanseráj, zbrojnice, nemocnice, imaret, lázně a obchody. Tyto paláce však byly pro sultána příliš malé, a proto se rozhodl vybudovat palác Topkapi.

### Palác Dolmabahce
Palác Dolmabahçe je reprezentační empírový palác na břehu Bosporu, kam se v roce 1855 přestěhoval sultán Abdülmecid I. i se svým dvorem. palác měl symbolizovat přibližování Osmanské říše k mnohem vyspělejší Evropě, proto hodně připomíná evropské zámky. Za vzor při návrhu mu sloužil francouzský Louvre a britský Buckinghamský palác.
V mořské hladině se zrcadlí až přezdobená stavba, jejíž stavba byla prý tak nákladná, že ve velké míře přispěla ke státnímu bankrotu v roce 1876. Přepychové řešení interiéru věrně ctí tradice pohádkových sultánských paláců, jen jeho styl je méně orientální. Obdivuhodné je množství zlata a těžkých brokátů ve spojení s velkými prostorami. Toto sídlo tureckých sultánů zabírá plochu asi 700 000 metrů čtverečních. Jedná se o velký komplex paláců, pavilonů, mešit, fontán a nádvoří. Celý komplex můžeme rozdělit do čtyř nádvoří a komplexu harému.

### Archeologické muzeum
Archeologické muzeum (turecky Arkeoloji Müzesi) je muzeum s významnou sbírkou antického umění ve městě. Nejznámější exponát je socha Alexandra Velikého a sarkofág z roku 310 před naším letopočtem.

### Tulipánová mešita
Tulipánová mešita (Mešita Laleli, turecky laleli Džamii) je mešita postavená v 18. století za Mustafy III. Mešita je nejhezčím příkladem osmanského baroka. Beyazitova věž – dobře viditelná dominanta univerzity, z 19. století.

### Bazary
Velký bazar (turecky Kapali Carşi, anglicky Grand Bazaar) je obrovský trh pod jednou střechou, klasický osmanský trh. Téměř 4000 malých krámků se tu tísní jeden vedle druhého, z toho polovina patří zlatníkům. Turisté procházejí nekonečnými chodbami a míjí nepřeberné množství zboží.
Mezi další známé bazary patří Egyptský bazar a Knižní bazar. Egyptský bazar (také Spice Bazaar) je místo, kde si můžete koupit především koření, lokum (turecký med), sušené ovoce, ořechy a bylinky. Nachází na břehu Bosporu u Galatského mostu. Je o mnoho menší než Velký bazar, ale má své kouzlo. Prodejci mají zboží ve velkých pytlích a odvažují požadované množství.

## Osobnosti
- Eugène Michel Antoniadi (1870–1944), řecký astronom působící v Paříži
- André Chénier (1762–1794), francouzský básník
- Calouste Gulbenkian (1869–1955), arménský obchodník s ropou a mecenáš umění
- Elia Kazan (1909–2003), americký herec a spisovatel
- Bülent Ecevit (1925–2006), premiér Turecka
- Recep Tayyip Erdoğan (* 1954), současný prezident Turecka
- Ekrem İmamoğlu (* 1970), současný starosta Istanbulu
- Julij Osipovič Martov (1873–1923), ruský politik, vedoucí osobnost strany menševiků
- Orhan Pamuk (* 1952), spisovatel, romanopisec, nositel Nobelovy ceny za literaturu za rok 2006
- Dieter Zetsche (* 1953), německý manažer, v letech 2006–2019 předseda představenstva automobilového koncernu Daimler AG

## Doprava

### Městská
Istanbul jako čtrnáctimilionové velkoměsto má vlastní systém městské dopravy. V rámci něj je provozována rozsáhlá síť autobusů, tramvají, jedna linka podzemního i pozemního metra. Systém se průběžně rozšiřuje. Istanbul je znám svým velmi krátkým metrem Tünel z roku 1875, které bylo otevřeno jako druhé po londýnském metru.
Obě části velkoměsta na evropském a asijském pobřeží Bosporu jsou spojeny mosty.

### Letecká
V roce 2018 bylo slavnostně otevřeno nové istanbulské letiště, jedno z největších a nejmodernějších letišť světa. Na ně se postupně přestěhovávají letecké společnosti z původních dvou letišť – Atatürkova a Sabiha Gökçen. Nachází se dál za městem, na evropské straně Istanbulu, přibližně 35 kilometrů od centra. V budoucnu sem povedou jak metro, tak dálnice.

## Vzdělání
Istanbul patří k nejdůležitějším centrům vzdělání v Turecku, nejstarší palácová škola zde byla založena již v roce 1453 osmanským sultánem Mehmedem II. Ve městě sídlí více než 93 středních a vysokých veřejných škol a univerzit, např. Univerzita Galatasaray (Galatasaray Üniversitesi), Bosporská univerzita (Boğaziçi Üniversitesi), Istanbulská univerzita (İstanbul Üniversitesi), Marmarská univerzita (Marmara Üniversitesi), Istanbulská technická univerzita (İstanbul Teknik Üniversitesi) a střední škola Galatasaray Litesi (Galatasaray Mekteb-i Sultanisi), založená již v roce 1481.
První soukromá univerzita v Istanbulu (Koç University) byla založena až v roce 1992, protože soukromé univerzity byly v Turecku oficiálně povoleny až dodatkem k ústavě z roku 1982.
Istanbul je také domovem několika konzervatoří a uměleckých škol, včetně Mimar Sinan Academy of Fine Arts, založené v roce 1882.

## Sport

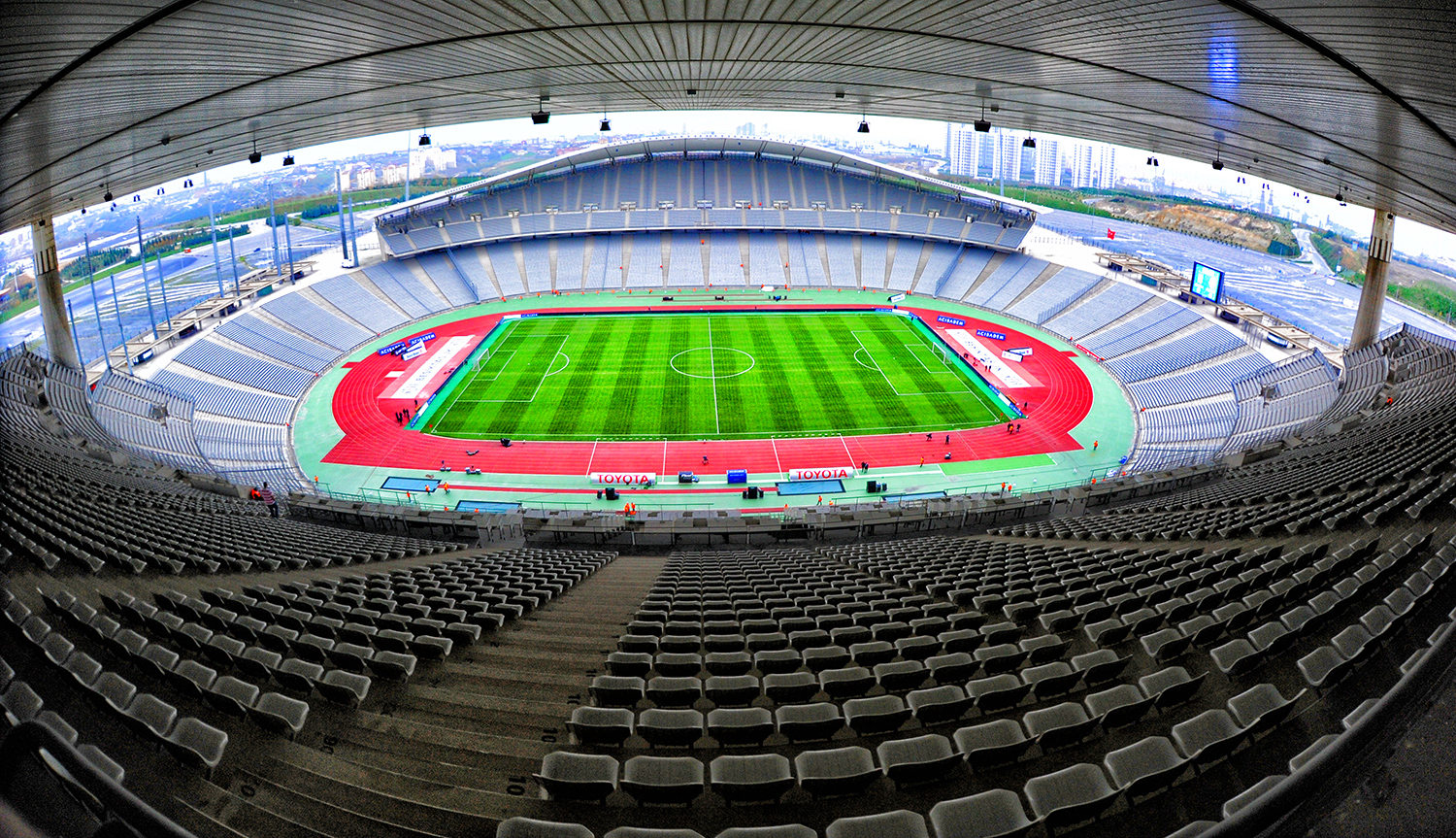
Atatürkův olympijský stadion

V Istanbulu sídlí tři nejslavnější turecké fotbalové kluby: Galatasaray, Fenerbahçe a Beşiktaş. Beşiktaş je nejstarším z nich, vznikl roku 1903 jako první turecký fotbalový klub vůbec a ve svých počátcích reprezentoval i Osmanskou říši na mezinárodní scéně. Galatasaray a Fenerbahçe se však staly posléze úspěšnější, získali 22 respektive 19 titulů mistra Turecka. Galatasaray dokonce vyhrál jako jediný turecký klub jednu z evropských pohárových soutěží, Pohár UEFA v roce 2000. Mezi kluby Galatasaray a Fenerbahçe existuje dlouhodobě silná rivalita, která je posílena tím, že Galatasaray sídlí v evropské části města, kdežto Fenerbahçe v anatolské části. Dalšími týmy z města jsou Başakşehir a Kasımpaşa.
V Istanbulu sídlí i nejslavnější turecké basketbalové kluby: Galatasaray, Efes a Fenerbahçe.
K největším sportovním stánkům ve městě patří Atatürkův olympijský stadion, který byl postaven při příležitosti neúspěšné kandidatury na pořádání LOH 2008. S kapacitou 76 092 sedících diváků je největším stadionem v Turecku. Stadion využívá turecká fotbalová reprezentace, hraje se zde finále tureckého fotbalového poháru i superpoháru. V roce 2005 se zde konalo finále Ligy mistrů UEFA.

## Partnerská města
- Almaty, Kazachstán (1998)
- Ammán, Jordánsko (1997)
- Bangkok, Thajsko (2009)
- Barcelona, Španělsko (1997)
- Bejrút, Libanon (2010)
- Benátky, Itálie (2007)
- Benghází, Libye (2013)
- Berlín, Německo (1989)
- Ciudad de México, Mexiko (2010)
- Constanța, Rumunsko (2001)
- Damašek, Sýrie (2006)
- Drač, Albánie (1998)
- Dubaj, Spojené arabské emiráty (1997)
- Džidda, Saúdská Arábie (1984)
- Gíza, Egypt (2012)
- Houston, Spojené státy americké (1988)
- Chartúm, Súdán (2001)
- Jakarta, Indonésie (2007)
- Johor Bahru, Malajsie (1983)
- Káhira, Egypt (1988)
- Kanton, Čína (2012)
- Kazaň, Rusko (2002)
- Kolín nad Rýnem, Německo (1997)
- Láhaur, Pákistán (1975)
- Mary, Turkmenistán (1994)
- N'Djamena, Čad (2014)
- Nikósie, Kypr (2020)
- Oděsa, Ukrajina (1997)
- Oš, Kyrgyzstán (1998)
- Petrohrad, Rusko (1990)
- Plovdiv, Bulharsko (2001)
- Pusan, Jižní Korea (2008)
- Rabat, Maroko (1991)
- Rio de Janeiro, Brazílie (1965)
- Sarajevo, Bosna a Hercegovina (1997)
- Skopje, Severní Makedonie (2003)
- Šanghaj, Čína (1997)
- Šimonoseki, Japonsko (1972)
- Tabríz, Írán (2010)
- Tbilisi, Gruzie (2016)
- Tunis, Tunisko (2010)

## Galerie

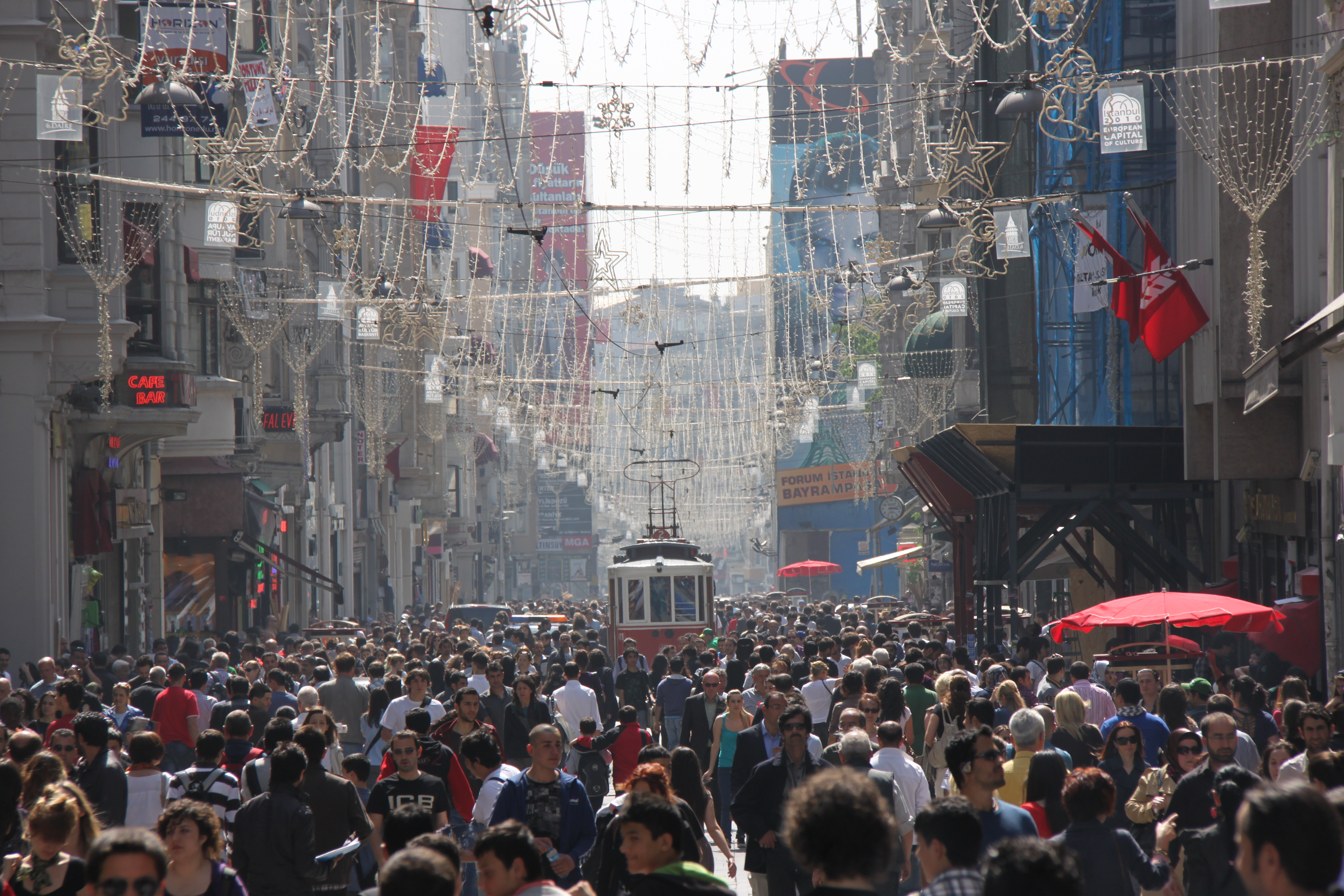
Ulice Istiklal Caddesi v centru města
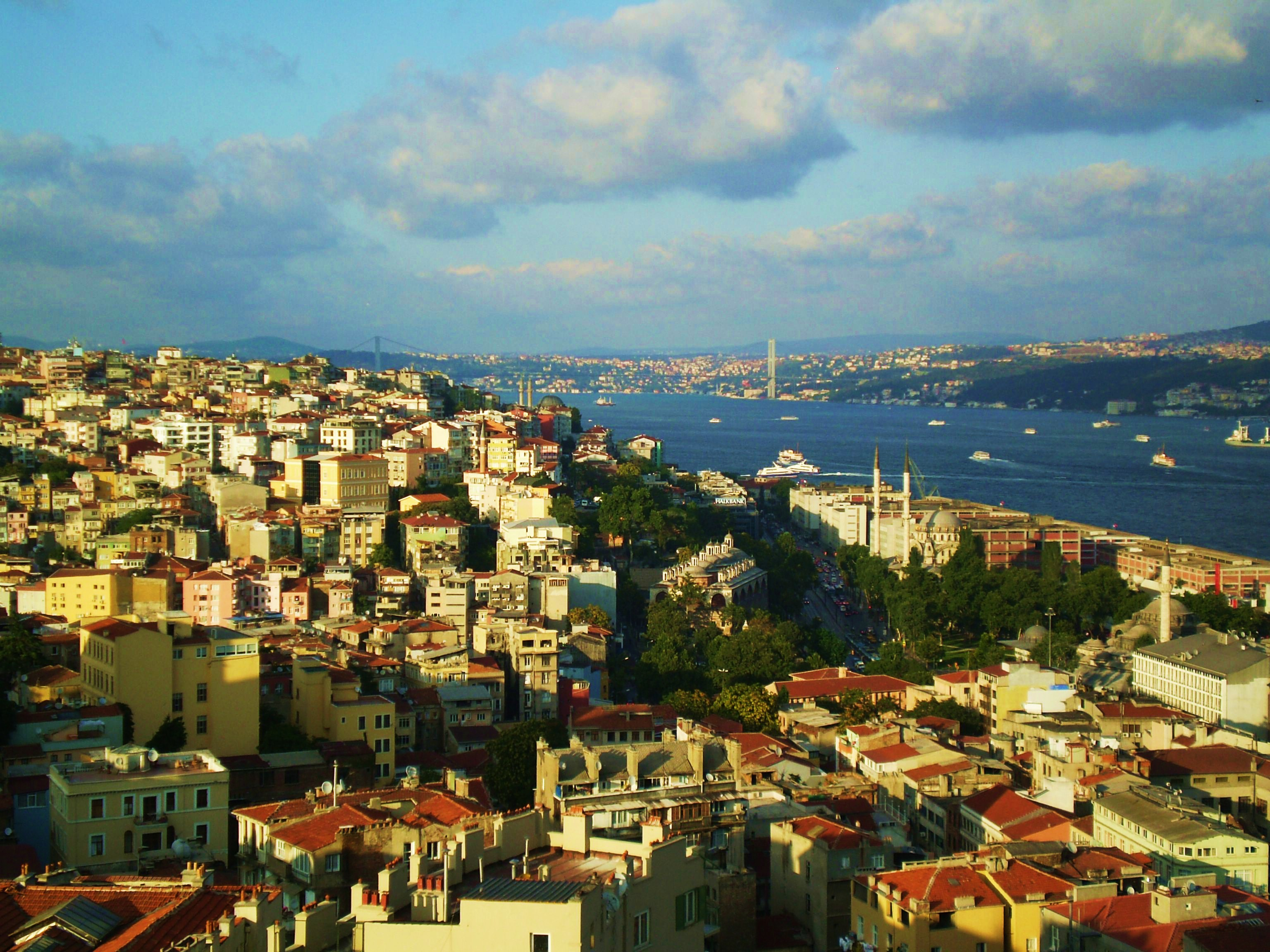
Čtvrť Galata
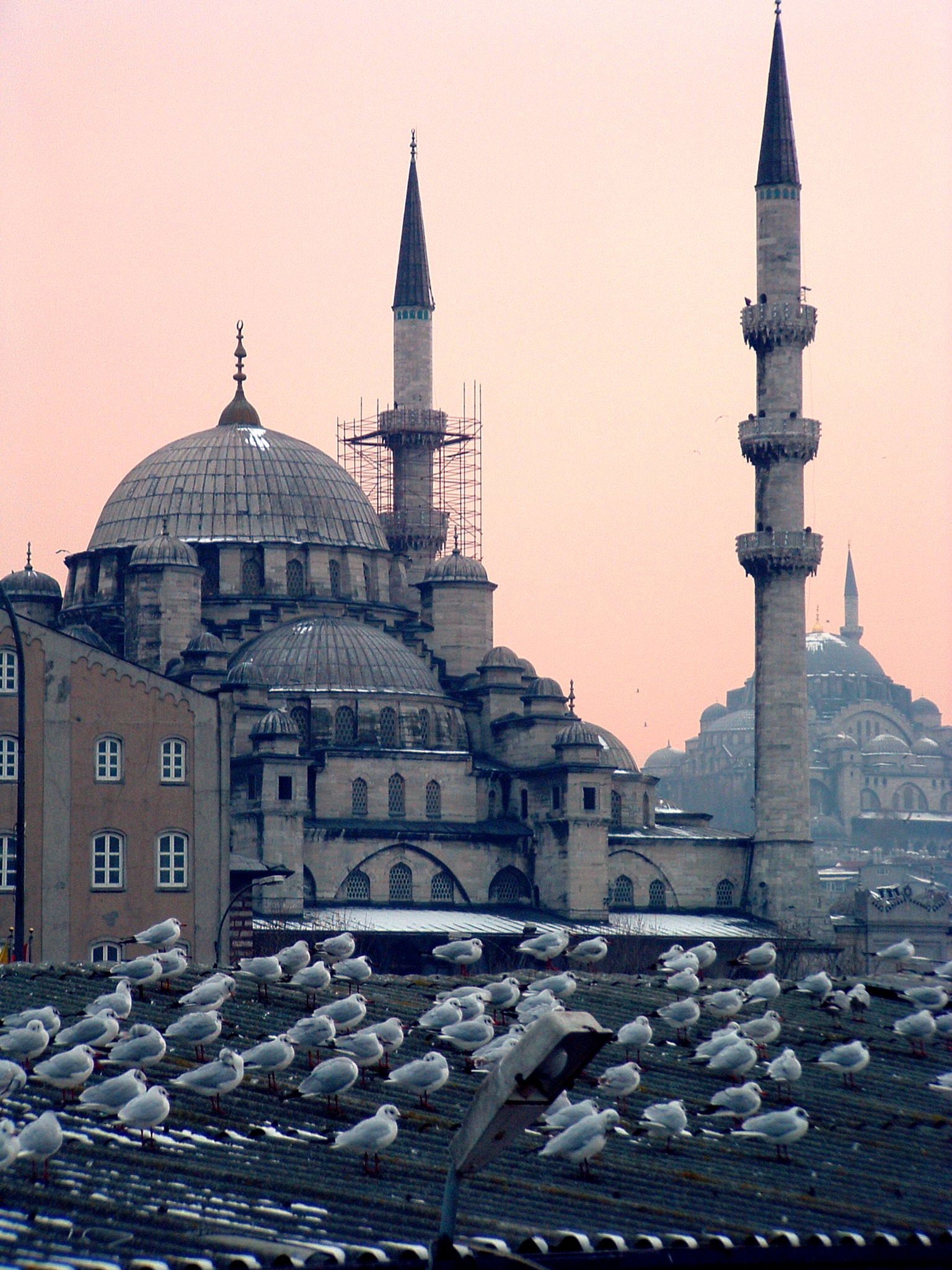
Západ slunce nad istanbulskými mešitami v zimě
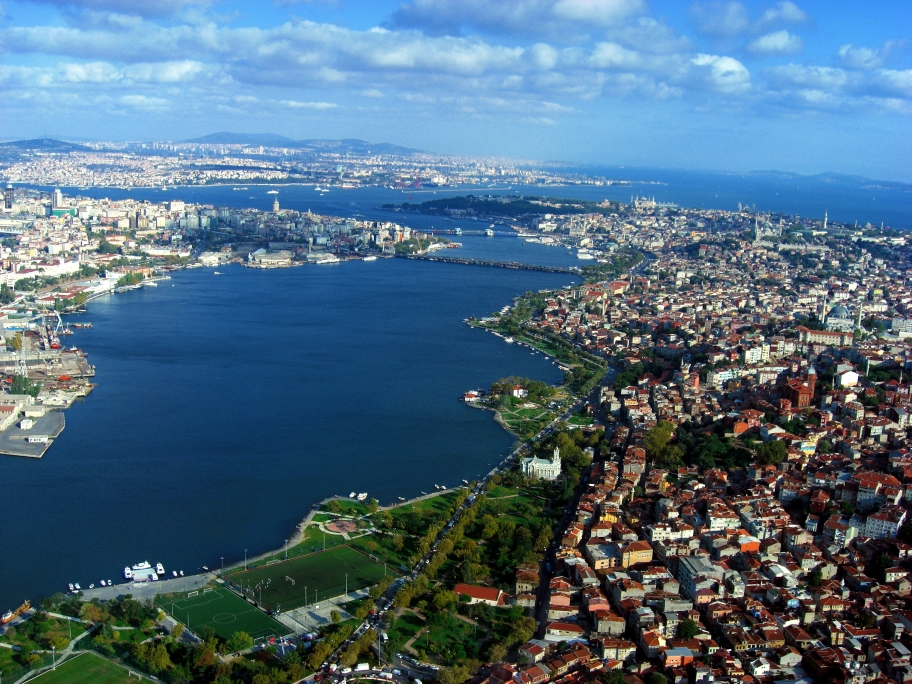
Pohled na Istanbul z vrtulníku (2010)
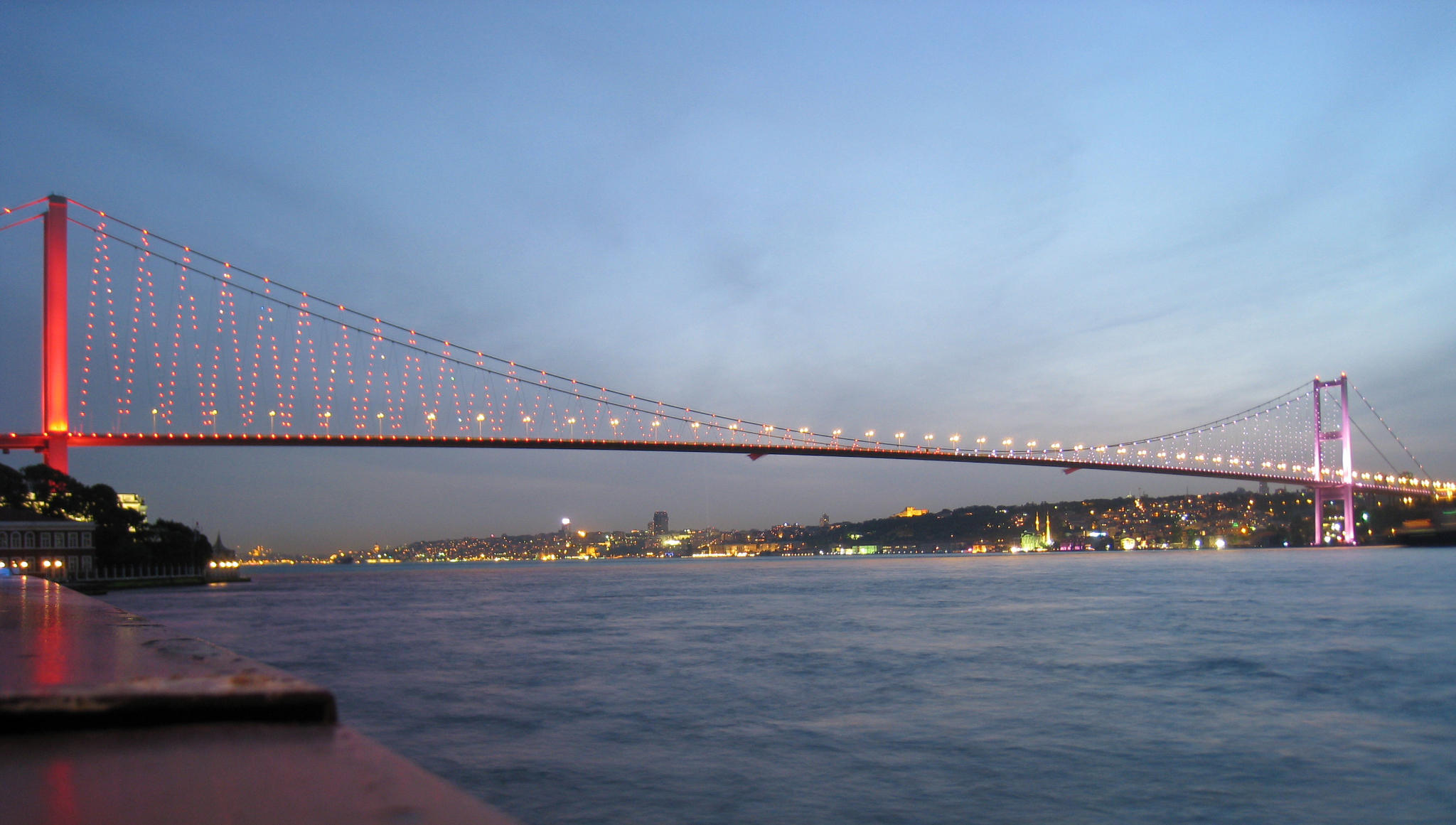
Bosporský most
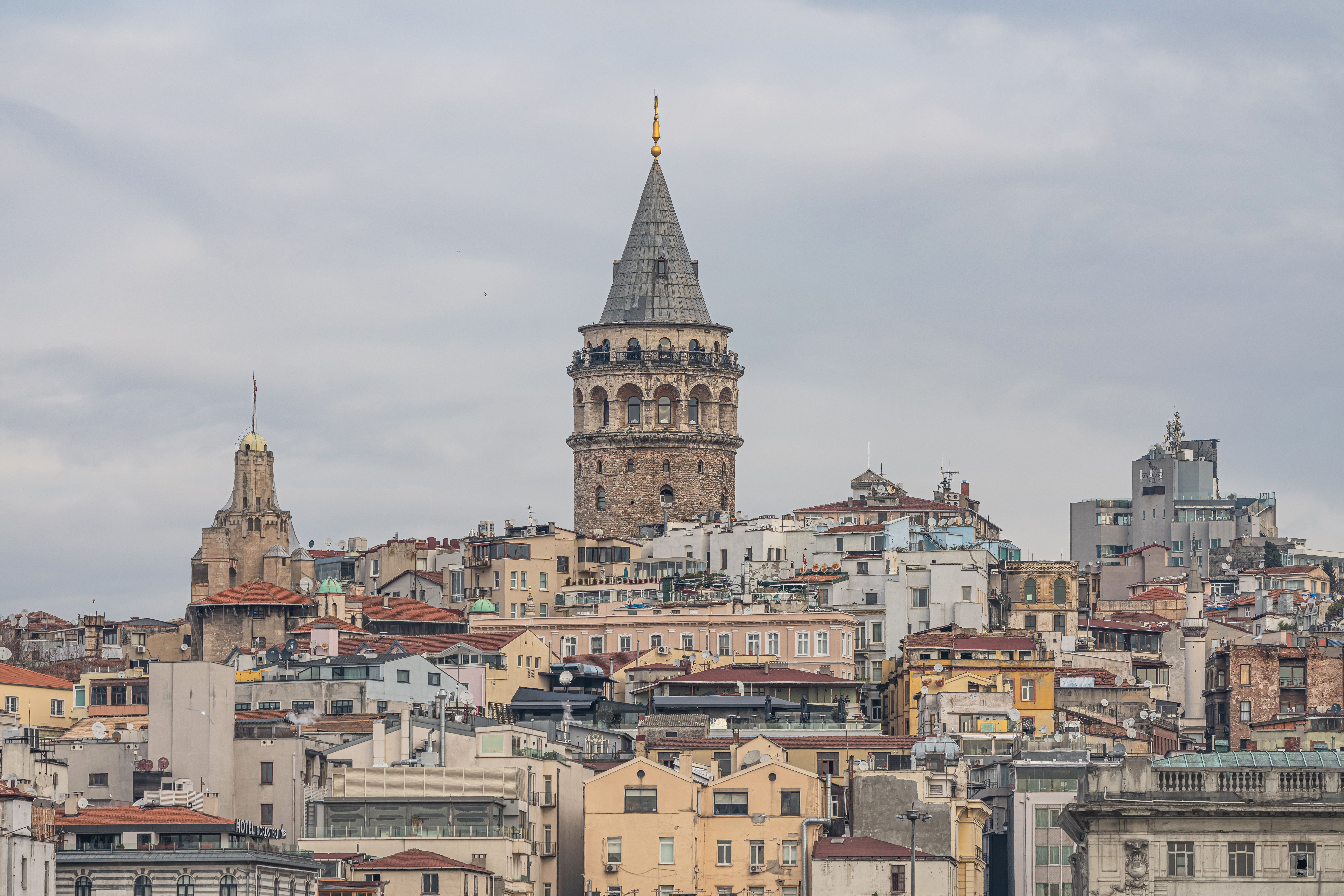
Galata věž
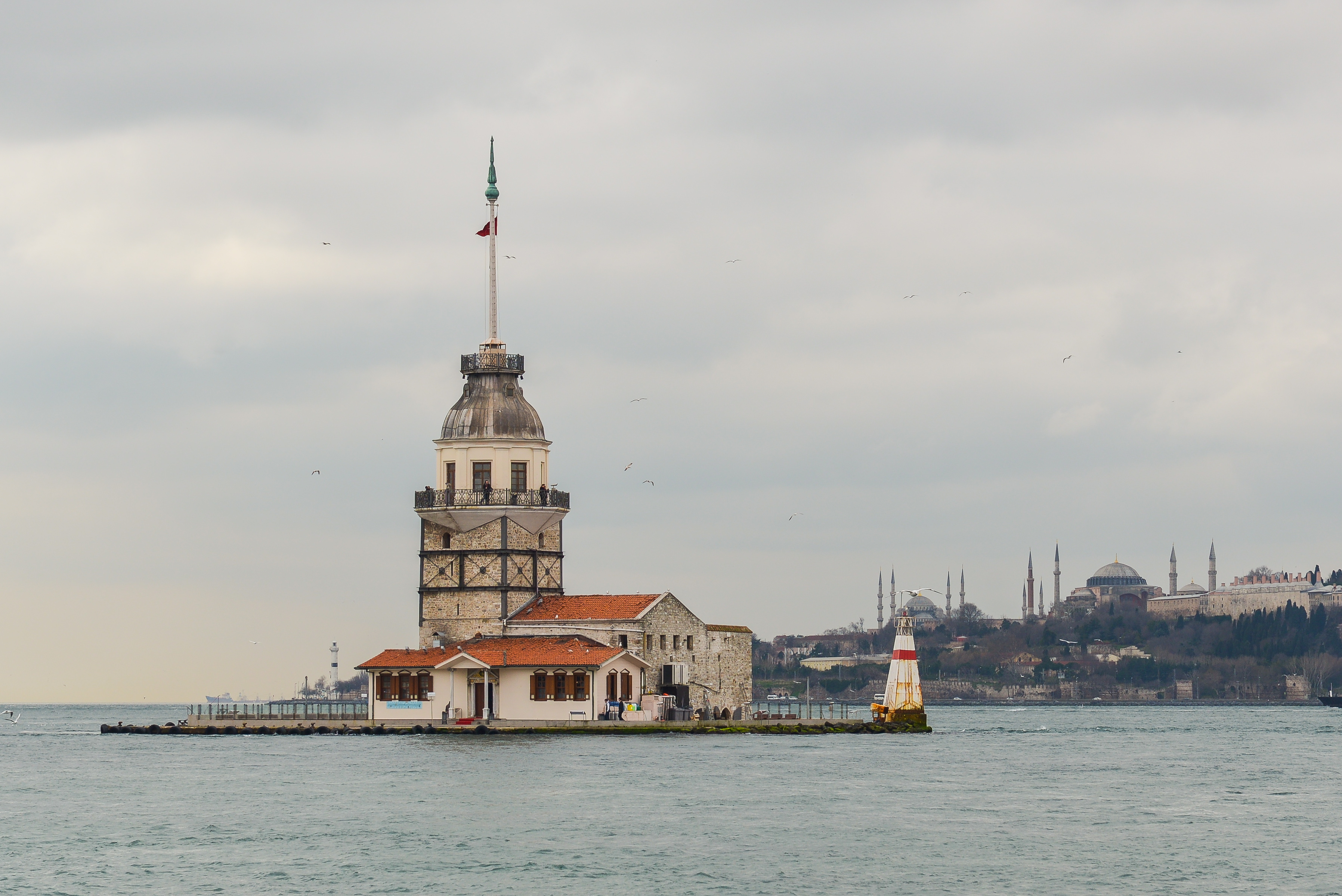
Dívčí věž
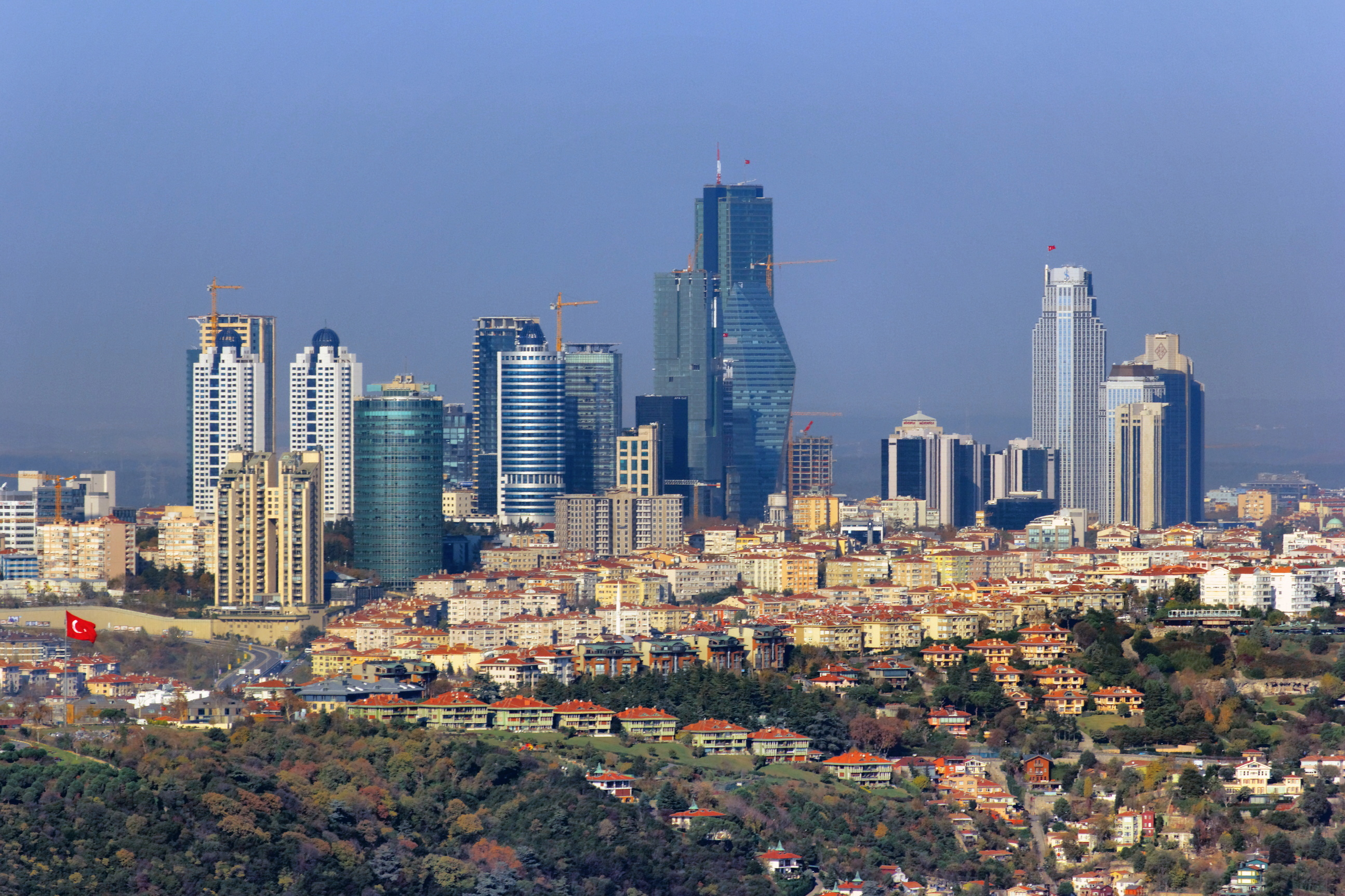
Mrakodrapy v Istanbulu